# Calvaire du rang Saint-Joseph
Le calvaire du rang Saint-Joseph est un calvaire situé sur le rang Saint-Joseph à Saint-Adelphe au Québec (Canada). Il a été réalisé par Louis Jobin (1845-1928), le sculpteur le plus réputé au Canada pour la fin du XIXe siècle et le début du XXe siècle. Il a été cité immeuble patrimonial par la municipalité de paroisse de Saint-Adelphe en 2009.

## Histoire

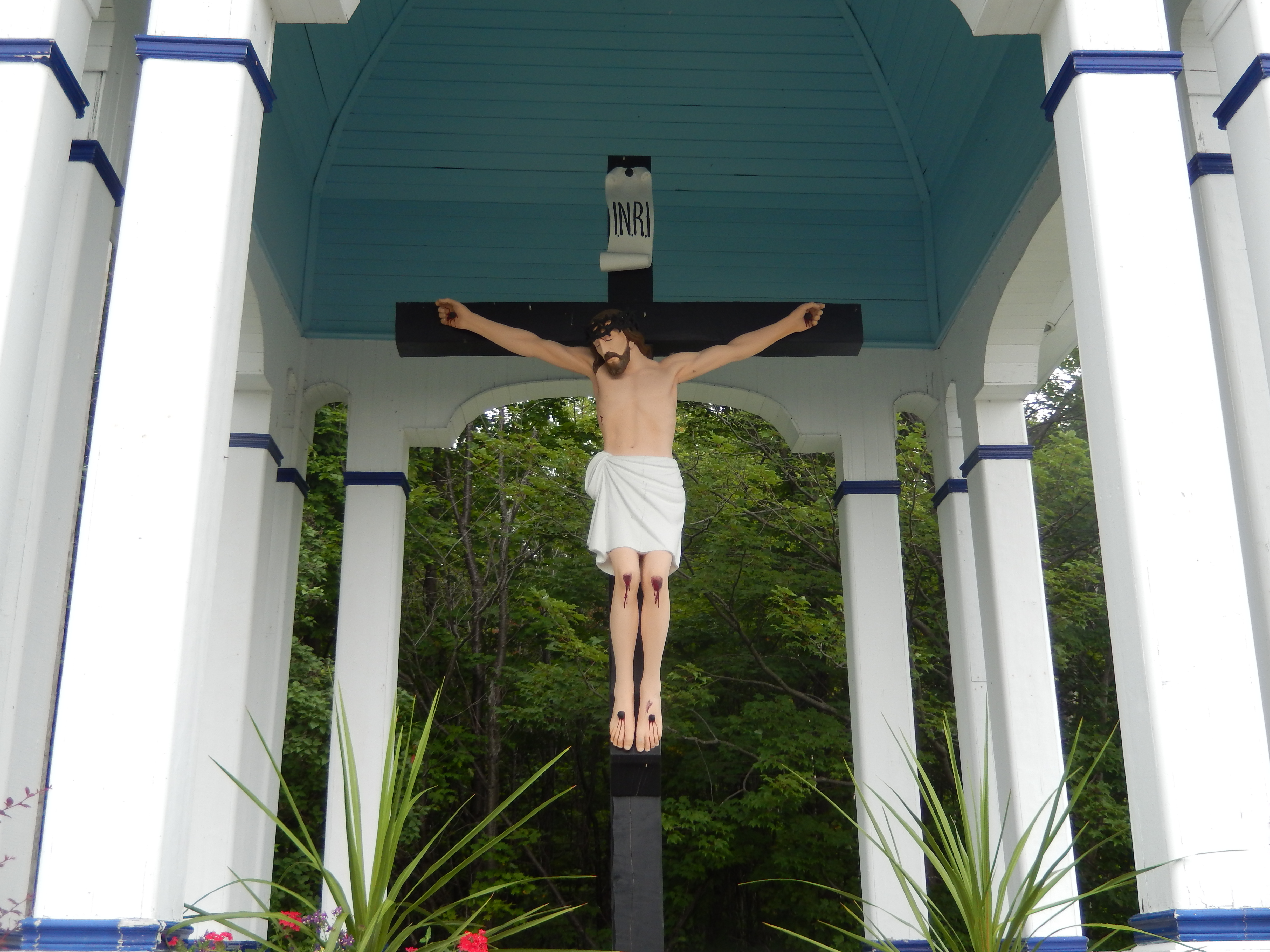
Détail du Christ.

Au début du XXe siècle, Jean Defoy lance l'idée de construire un calvaire au sommet de l'une des côtes du chemin pour stimuler la dévotion des habitants. Ils font appel à Louis Jobin (1845-1928), dont il partage la parenté avec les Defoy. Il réalise la sculpture du Christ en 1910.
Le site est utilisé comme lieu de dévotion en plusieurs moments, comme pour une cérémonie de bénédiction de voitures en 1943. L'œuvre est entretenue par les gens du secteur, comme pour Julien Defoy qui repeint la structure plusieurs fois et les femmes qui fleurissent les lieux. Le lieu a connu plusieurs modifications. La clôture qui entourait le site à l'origine a été enlevée, la croix a été remplacée par une plus étroite et la sculpture sera éclairée. Le calvaire sera aussi déplacé plusieurs fois, pour faire face à l'élargissement du chemin.
En 1979, l'escalier menant au site et le terrassement sont refaits. La municipalité achète le terrain du calvaire en 1989. Le calvaire est cité immeuble patrimonial par la municipalité de la paroisse de Saint-Adelphe le 6 juillet 2009. Le Christ est restauré l'année suivante.